# Stazione di Kii
La stazione di Kii (紀伊駅?, Kii-eki) è una stazione ferroviaria della città di Wakayama, nella prefettura omonima in Giappone. La stazione è gestita dalla JR West e serve la linea Hanwa.

## Linee e servizi
JR West
■ Linea Hanwa

## Struttura
La stazione è costituita da due marciapiedi a isola con 4 binari in superficie.
| 1-2 | ■ Linea Hanwa | per Wakayama                       |
| 3-4 | ■ Linea Hanwa | per Hineno, Ōtori, Tennōji e Osaka |

## Stazioni adiacenti
| ≪              | Servizio                                        | ≫           |
| Linea Hanwa    | Linea Hanwa                                     | Linea Hanwa |
| -------------- | ----------------------------------------------- | ----------- |
| Yamanakadani   | Locale Rapido Regionale Rapido B Rapido Kishūji | Musota      |
| Izumi-Sunagawa | Rapido Kishūji Rapido Diretto Rapido            | Musota      |